# OO Ganbaranakutemo Eenende!!!
○○ Ganbaranakutemo Eenende!! (○○ がんばらなくてもええねんで!! ￮￮ Ganbaranakute mo ē nen de! !?, ○○ ¡¡No tienes que hacer tu mejor esfuerzo !!), es el sexto sencillo y el segundo sencillo mayor de S/mileage. El sencillo se lanzó en edición limitada A, limitada B, limitada C y ediciones regulares; todas las ediciones limitadas vienen con DVD de bonificación. Las ediciones limitadas y la primera edición de la edición regular vienen con una tarjeta con el número de serie que, cuando se ingresa en una lotería , podría ganar entradas para uno de los eventos de lanzamiento del single. El sencillo fue lanzado el 28 de julio de 2010, la edición Single V el 4 de agosto de 2010 y la versión 01 de TopNude Remix digitalmente el 7 de agosto de 2010. 

## Lista de Canciones

### CD
- ○○ Ganbaranakutemo Eenende!! (○○ がんばらなくてもええねんで!!)
- ○○ Ganbaranakutemo Iin da yo!! (○○ がんばらなくてもいいんだよ!!)
- Smile Bijin (スマイル美人)
- ○○ Ganbaranakutemo Eenende!! (Instrumental)

### Edición Limitada A DVD
- ○○ Ganbaranakutemo Eenende!! (Dance Shot Ver. Black)

### Edición Limitada B DVD
- ○○ Ganbaranakutemo Eenende!! (Dance Shot Ver. White)

### Edición Limitada C DVD
- ○○ Ganbaranakutemo Eenende!! (Close-up Ver.)

### Single V
- ○○ Ganbaranakutemo Eenende!! (MV)
- ○○ Ganbaranakutemo Eenende!! (Another Ver.)
- Making of (メイキング映像)

### Event V
- ○○ Ganbaranakutemo Iin da yo!! (MUSIC VIDEO)
- ○○ Ganbaranakutemo Iin da yo!! (Close-up Ver.)
- ○○ Ganbaranakutemo Eenende!! (Wada Ayaka Close-up Ver.)
- ○○ Ganbaranakutemo Eenende!! (Maeda Yuuka Close-up Ver.)
- ○○ Ganbaranakutemo Eenende!! (Fukuda Kanon Close-up Ver.)
- ○○ Ganbaranakutemo Eenende!! (Ogawa Saki Close-up Ver.)

### Remix
- ○○ Ganbaranakutemo Eenende!! (TopNude Remix Version 01)

## Miembros presentes
- Ayaka Wada
- Yuuka Maeda
- Kanon Fukuda
- Saki Ogawa